# أليكسيا فاست
أليكسيا فاست (بالإنجليزية: Alexia Fast) هي ممثلة كندية، ولدت في 12 سبتمبر 1992 بفانكوفر في كندا. بدأت مشوارها المهني سنة 2005، ومن الجوائز التي نالتها Leo Awards ‏ سنة 2007 وLeo Awards ‏ سنة 2011.

## أعمال

### مسلسلات
- نزل بيتس[4]
- وكالة ديرك جينتلي للتحقيقات الشمولية

## جوائز
- Leo Awards [الإنجليزية]‏ (2007)
- Leo Awards [الإنجليزية]‏ (2011)

## وصلات خارجية
- أليكسيا فاست على موقع IMDb (الإنجليزية)
- أليكسيا فاست على موقع ألو سيني (الفرنسية)
- أليكسيا فاست على موقع أول موفي (الإنجليزية)
- أليكسيا فاست على موقع قاعدة بيانات الأفلام السويدية (السويدية)
- أليكسيا فاست على موقع قاعدة بيانات الفيلم (الإنجليزية)
- أليكسيا فاست على موقع كينوبويسك (الروسية)